# Ungheria ai Giochi della XXX Olimpiade
L'Ungheria ha partecipato ai Giochi della XXX Olimpiade di Londra, che si sono svolti dal 27 luglio al 12 agosto 2012, con una delegazione di 159 atleti. Alla cerimonia di apertura il portabandiera è stato il pallanuotista Péter Biros.

## Medaglie
| Medal   | Name                                                          | Sport              | Event                         |
| ------- | ------------------------------------------------------------- | ------------------ | ----------------------------- |
| Oro     | Áron Szilágyi                                                 | Scherma            | Sciabola individuale maschile |
| Oro     | Dániel Gyurta                                                 | Nuoto              | 200m rana maschili            |
| Oro     | Krisztián Berki                                               | Ginnastica         | Cavallo                       |
| Oro     | Krisztián Pars                                                | Atletica           | Lancio del martello maschile  |
| Oro     | Rudolf Dombi Roland Kökény                                    | Canoa/Kayak        | K2 1000 m maschili            |
| Oro     | Gabriella Szabó Danuta Kozák Katalin Kovács Krisztina Fazekas | Canoa/Kayak        | K4 - 500 m femminili          |
| Oro     | Danuta Kozák                                                  | Canoa/Kayak        | K1 - 500 m femminili          |
| Oro     | Éva Risztov                                                   | Nuoto              | Maratona 10 km femminile      |
| Argento | Miklós Ungvári                                                | Judo               | 66kg maschile                 |
| Argento | Tamás Lőrincz                                                 | Lotta              | Lotta greco-romana 66kg       |
| Argento | Zoltán Kammerer Dávid Tóth Tamás Kulifai Dániel Pauman        | Canoa/Kayak        | K4 - 1000 m maschili          |
| Argento | Katalin Kovács Natasa Dusev-Janics                            | Canoa/Kayak        | K2 - 500 m femminili          |
| Bronzo  | Éva Csernoviczki                                              | Judo               | 48kg femminile                |
| Bronzo  | László Cseh                                                   | Nuoto              | 200m misti maschili           |
| Bronzo  | Péter Módos                                                   | Lotta              | Lotta greco-romana 55kg       |
| Bronzo  | Natasa Dusev-Janics                                           | Canoa/Kayak        | K1 200 m femminili            |
| Bronzo  | Ádám Marosi                                                   | Pentathlon moderno | Gara maschile                 |

| Sport              |   |   |   | Total |
| Canoa/Kayak        | 3 | 2 | 1 | 6     |
| Nuoto              | 2 | 0 | 1 | 3     |
| Atletica           | 1 | 0 | 0 | 1     |
| Scherma            | 1 | 0 | 0 | 1     |
| Ginnastica         | 1 | 0 | 0 | 1     |
| Judo               | 0 | 1 | 1 | 2     |
| Lotta              | 0 | 1 | 1 | 2     |
| Pentathlon moderno | 0 | 0 | 1 | 1     |
| Totale             | 8 | 4 | 5 | 17    |

## Atletica leggera
Uomini
Corse e gare
| Atleta            | Evento                 | Batteria   | Batteria  | Quarti    | Quarti    | Semifinale      | Semifinale      | Finale          | Finale          |
| Atleta            | Evento                 | Risultato  | Posizione | Risultato | Posizione | Risultato       | Posizione       | Risultato       | Posizione       |
| ----------------- | ---------------------- | ---------- | --------- | --------- | --------- | --------------- | --------------- | --------------- | --------------- |
| Balázs Baji       | 110m ostacoli maschile | 13.76      | 5         | N.D.      | N.D.      | Non qualificato | Non qualificato | Non qualificato | Non qualificato |
| Marcell Deák-Nagy | 400m piani maschili    | 46.17      | 4         | N.D.      | N.D.      | Non qualificato | Non qualificato | Non qualificato | Non qualificato |
| Máté Helebrandt   | Marca 20km maschile    | N.D.       | N.D.      | N.D.      | N.D.      | N.D.            | N.D.            | 1:23:32         | 32              |
| Tamás Kazi        | 800m piani maschili    | 1:47.10 SB | 6         | N.D.      | N.D.      | Non qualificato | Non qualificato | Non qualificato | Non qualificato |
| Dániel Kiss       | 110m ostacoli maschile | 13.62      | 6         | N.D.      | N.D.      | Non qualificato | Non qualificato | Non qualificato | Non qualificato |
| Tamás Kovács      | Maratona maschile      | N.D.       | N.D.      | N.D.      | N.D.      | N.D.            | N.D.            |                 |                 |
| Albert Minczér    | 3000m siepi maschili   | 8:40.74 SB | 11        | N.D.      | N.D.      | Non qualificato | Non qualificato | Non qualificato | Non qualificato |

Eventi concorsi
| Atleta         | Evento                       | Qualificazioni | Qualificazioni | Finale          | Finale          |
| Atleta         | Evento                       | Distanza       | Posizione      | Distanza        | Posizione       |
| -------------- | ---------------------------- | -------------- | -------------- | --------------- | --------------- |
| Lajos Kürthy   | Getto del peso maschile      | 19.65          | 21             | Non qualificato | Non qualificato |
| Krisztián Pars | Lancio del martello maschile | 79.37          | 1 Q            | 80.59           |                 |

Eventi combinati – Decathlon
| Atleta       | Evento | 100 m | SL   | GT    | SA   | 400 m | 110O  | LD    | S.A      | LG    | 1500 m  | Final | Rank |
| ------------ | ------ | ----- | ---- | ----- | ---- | ----- | ----- | ----- | -------- | ----- | ------- | ----- | ---- |
| Attila Szabó | Result | 11.15 | 6.96 | 13.93 | 1.90 | 50.83 | 14.92 | 45.14 | 4.60 =PB | 58.84 | 4:53.81 | 7581  | 24   |
| Attila Szabó | Punti  | 827   | 804  | 724   | 714  | 777   | 859   | 770   | 790      | 720   | 596     | 7581  | 24   |

Donne
Corse e gare
| Atleta            | Evento               | Batteria  | Batteria  | Quarti    | Quarti    | Semifinale | Semifinale | Finale    | Finale    |
| Atleta            | Evento               | Risultato | Posizione | Risultato | Posizione | Risultato  | Posizione  | Risultato | Posizione |
| ----------------- | -------------------- | --------- | --------- | --------- | --------- | ---------- | ---------- | --------- | --------- |
| Zsófia Erdélyi    | Maratona femminile   | N.D.      | N.D.      | N.D.      | N.D.      | N.D.       | N.D.       | 2:44:45   | 92        |
| Anikó Kálovics    | Maratona femminile   | N.D.      | N.D.      | N.D.      | N.D.      | N.D.       | N.D.       | 2:45:55   | 95        |
| Viktória Madarász | Marca 20km femminile | N.D.      | N.D.      | N.D.      | N.D.      | N.D.       | N.D.       | 1:34:48   | 41        |
| Beáta Rakonczai   | Maratona femminile   | N.D.      | N.D.      | N.D.      | N.D.      | N.D.       | N.D.       | 2:41:20   | 85        |

Eventi concorsi
| Atleta       | Evento                           | Qualificazioni | Qualificazioni | Finale          | Finale          |
| Atleta       | Evento                           | Distanza       | Posizione      | Distanza        | Posizione       |
| ------------ | -------------------------------- | -------------- | -------------- | --------------- | --------------- |
| Anita Márton | Getto del peso femminile         | 17.48          | 24             | Non qualificata | Non qualificata |
| Vanda Juhász | Lancio del giavellotto femminile | 50.01          | 36             | Non qualificata | Non qualificata |
| Éva Orbán    | Lancio del martello femminile    | 68.64          | 17             | Non qualificata | Non qualificata |

Eventi combinati – Eptathlon
| Atleta         | Evento    | 100O  | SA   | GP    | 200 m | SL   | LG    | 800 m   | Final | Rank |
| -------------- | --------- | ----- | ---- | ----- | ----- | ---- | ----- | ------- | ----- | ---- |
| Györgyi Farkas | Risultato | 14.33 | 1.80 | 13.55 | 25.72 | 6.07 | 46.52 | 2:17.83 | 6013  | 22   |
| Györgyi Farkas | Punti     | 932   | 978  | 764   | 822   | 871  | 793   | 853     | 6013  | 22   |

## Canoa/Kayak

### Velocità
Uomini
| Atleta                                                 | Evento      | Batteria | Batteria  | Semifinale | Semifinale | Finale   | Finale    |
| Atleta                                                 | Evento      | Tempo    | Posizione | Tempo      | Posizione  | Tempo    | Posizione |
| ------------------------------------------------------ | ----------- | -------- | --------- | ---------- | ---------- | -------- | --------- |
| Attila Vajda                                           | C1 - 200 m  | 44.761   | 5 S       | 42.970     | FB         | 44.466   | 11        |
| Attila Vajda                                           | C1 - 1000 m | 3:59.853 | 2 S       | 3:52.365   | 2 FA       | 3:50.926 | 6         |
| Miklós Dudás                                           | K1 - 200 m  | 35.323   | 3 S       | 35.993     | 3 FA       | 36.830   | 6         |
| Rudolf Dombi Roland Kökény                             | K2 - 1000 m | 3:11.393 | 1 FA      | BYE        | BYE        | 3:09.646 |           |
| Zoltán Kammerer Dávid Tóth Tamás Kulifai Dániel Pauman | K4 - 1000 m | 2:54.153 | 1 FA      | BYE        | BYE        | 2:55.699 |           |

Donne
| Atleta                                                        | Evento     | Batteria  | Batteria  | Semifinale | Semifinale | Finale   | Finale    |
| Atleta                                                        | Evento     | Tempo     | Posizione | Tempo      | Posizione  | Tempo    | Posizione |
| ------------------------------------------------------------- | ---------- | --------- | --------- | ---------- | ---------- | -------- | --------- |
| Nataša Dušev-Janić                                            | K1 - 200 m | 41.221 MO | 1 S       | 40.570     | 1 FA       | 45.128   |           |
| Danuta Kozák                                                  | K1 - 500 m | 1:52.828  | 1 S       | 1:50.469   | 1 FA       | 1:51.456 |           |
| Katalin Kovács Nataša Dušev-Janić                             | K2 - 500 m | 1:43.984  | 1 S       | 1:41.613   | 2 FA       | 1:43.278 |           |
| Gabriella Szabó Danuta Kozák Katalin Kovács Krisztina Fazekas | K4 - 500 m | 1:35.769  | 1 FA      | BYE        | BYE        | 1:30.827 |           |

Legenda: S = Qualificato alla semifinale; FA = Qualificato alla finale A (medaglia); FB = Qualificato alla finale B (no medaglia); MO = Miglior tempo Olimpico

## Canottaggio
Uomini
| Atleta                    | Evento                   | Batterie | Batterie  | Ripescaggio | Ripescaggio | Quarti | Quarti    | Semifinale      | Semifinale      | Finale          | Finale    |
| Atleta                    | Evento                   | Tempo    | Posizione | Tempo       | Posizione   | Tempo  | Posizione | Tempo           | Posizione       | Tempo           | Posizione |
| ------------------------- | ------------------------ | -------- | --------- | ----------- | ----------- | ------ | --------- | --------------- | --------------- | --------------- | --------- |
| Domonkos Széll Béla Simon | 2 senza                  | 6:46.18  | 5 R       | 6:27.88     | 4           | N.D.   | N.D.      | Non qualificati | Non qualificati | Non qualificati | 13        |
| Zsolt Hirling Tamás Varga | 2 di coppia pesi leggeri | 6:39.80  | 4 R       | 6:32.31     | 2 SA/B      | N.D.   | N.D.      | 6:42.81         | 5 FB            | 6:39.98         | 11        |

Legenda di Qualificazione: FA=Finale A (medaglia); FB=Finale B (no medaglia); FC=Finale C (no medaglia); FD=Finale D (no medaglia); FE=Finale E (no medaglia); FF=Final F (no medaglia); SA/B=Semifinale A/B; SC/D=Semifinale C/D; SE/F=Semifinale E/F; QF=Quarti di finale; R=Ripescaggio

## Ciclismo

### Ciclismo su strada
| Atleta            | Evento                  | Tempo         | Posizione     |
| ----------------- | ----------------------- | ------------- | ------------- |
| Krisztián Lovassy | Corsa in linea maschile | Non terminata | Non terminata |

### Mountain bike
| Atleta        | Evento                  | Tempo         | Posizione     |
| ------------- | ----------------------- | ------------- | ------------- |
| András Parti  | Cross-country maschile  | Non terminata | Non terminata |
| Barbara Benkó | Cross-country femminile | 1:43:24       | 27            |

## Ginnastica

### Artistica
Uomini
| Atleta          | Evento  | Qualificazione | Qualificazione | Qualificazione | Qualificazione | Qualificazione | Qualificazione | Qualificazione | Qualificazione | Finale   | Finale   | Finale   | Finale   | Finale   | Finale   | Finale | Finale    |
| Atleta          | Evento  | Attrezzo       | Attrezzo       | Attrezzo       | Attrezzo       | Attrezzo       | Attrezzo       | Totale         | Posizione      | Attrezzo | Attrezzo | Attrezzo | Attrezzo | Attrezzo | Attrezzo | Totale | Posizione |
| Atleta          | Evento  | CL             | C              | A              | V              | P              | S              | Totale         | Posizione      | CL       | C        | A        | V        | P        | S        | Totale | Posizione |
| --------------- | ------- | -------------- | -------------- | -------------- | -------------- | -------------- | -------------- | -------------- | -------------- | -------- | -------- | -------- | -------- | -------- | -------- | ------ | --------- |
| Krisztián Berki | Cavallo | N.D.           | 15.033         | N.D.           | N.D.           | N.D.           | N.D.           | 15.033         | 5 Q            | N.D.     | 16.066   | N.D.     | N.D.     | N.D.     | N.D.     | 16.066 |           |
| Vid Hidvégi     | Cavallo | N.D.           | 15.100         | N.D.           | N.D.           | N.D.           | N.D.           | 15.100         | 3 Q            | N.D.     | 14.300   | N.D.     | N.D.     | N.D.     | N.D.     | 14.300 | 8         |

Donne
| Atleta         | Evento                         | Qualificazione | Qualificazione | Qualificazione | Qualificazione | Qualificazione | Qualificazione | Finale          | Finale          | Finale          | Finale          | Finale          | Finale          |
| Atleta         | Evento                         | Attrezzo       | Attrezzo       | Attrezzo       | Attrezzo       | Totale         | Posizione      | Apparatus       | Apparatus       | Apparatus       | Apparatus       | Totale          | Posizione       |
| Atleta         | Evento                         | CL             | V              | PA             | T              | Totale         | Posizione      | CL              | V               | PA              | T               | Totale          | Posizione       |
| -------------- | ------------------------------ | -------------- | -------------- | -------------- | -------------- | -------------- | -------------- | --------------- | --------------- | --------------- | --------------- | --------------- | --------------- |
| Dorina Böczögő | Concorso individuale femminile | 13.200         | 11.600         | 13.166         | 12.633         | 50.599         | 49             | Non qualificata | Non qualificata | Non qualificata | Non qualificata | Non qualificata | Non qualificata |

## Judo
Uomini
| Athlete         | Event          | 64-esimi             | 32-esimi                 | 16-esimi             | Quarti                | Semifinale           | Ripescaggio 1           | Ripescaggio 2        | Finale                      | Finale          |
| Athlete         | Event          | Avversario Risultato | Avversario Risultato     | Avversario Risultato | Avversario Risultato  | Avversario Risultato | Avversario Risultato    | Avversario Risultato | Avversario Risultato        | Posizione       |
| --------------- | -------------- | -------------------- | ------------------------ | -------------------- | --------------------- | -------------------- | ----------------------- | -------------------- | --------------------------- | --------------- |
| Miklós Ungvári  | -66kg maschile | Faizzada V 1000–0000 | Sanchez V 1000–0000      | Drakšič V 0011–0002  | Zagrodnik V 0010–0002 | Uriarte V 0011–0000  | BYE                     | BYE                  | Shavdatuashvili P 0001–0010 |                 |
| László Csoknyai | -81kg          | BYE                  | Wiradamungga V 0200–0001 | Kim J-B P 0002–0010  | Non qualificato       | Non qualificato      | Non qualificato         | Non qualificato      | Non qualificato             | Non qualificato |
| Tamás Madarász  | -90kg          | BYE                  | Choriev P 0001–1001      | Non qualificato      | Non qualificato       | Non qualificato      | Non qualificato         | Non qualificato      | Non qualificato             | Non qualificato |
| Barna Bor       | +100kg         | N.D.                 | Verbij V 0002–0001       | Malki V 0100–0000    | Tölzer P 0002–0011    | Non qualificato      | R Silva P 0001–0001 YUS | Non qualificato      | Non qualificato             | 7               |

Donne
| Atleta           | Evento | 32-esimi             | 16-esimi               | Quarti                    | Semifinale           | Ripescaggio 1          | Ripescaggio 2        | Finale               | Finale          |
| Atleta           | Evento | Avversario Risultato | Avversario Risultato   | Avversario Risultato      | Avversario Risultato | Avversario Risultato   | Avversario Risultato | Avversario Risultato | Posizione       |
| ---------------- | ------ | -------------------- | ---------------------- | ------------------------- | -------------------- | ---------------------- | -------------------- | -------------------- | --------------- |
| Éva Csernoviczki | -48 kg | BYE                  | Ente V 0010–0001       | Van Snick P 0000–1001     | Non qualificata      | Wu S V 0210–0002       | Fukumi V 1001–0001   | Non qualificata      |                 |
| Hedvig Karakas   | -57 kg | Bellorin V 1000–0011 | R Silva V 000H–1001    | Căprioriu P 0000–0000 YUS | Non qualificata      | Zabludina V 0011–0000  | Pavia P 0002–0011    | Non qualificata      | 5               |
| Anett Mészáros   | -70 kg | BYE                  | Thiele P 0001–0001 YUS | Non qualificata           | Non qualificata      | Non qualificata        | Non qualificata      | Non qualificata      | Non qualificata |
| Abigél Joó       | -78 kg | BYE                  | Koumba V 0100–0000     | Harrison P 0010–0101      | Non qualificata      | Pogorzelec V 1012–0022 | Tcheuméo P 0001–1000 | Non qualificata      | 5               |

## Lotta
Lotta libera maschile
| Atleta        | Evento  | Qualificazioni       | 16-esimi             | Quarti               | Semifinale           | Ripescaggio 1        | Ripescaggio 2        | Finale / BM          | Finale / BM     |
| Atleta        | Evento  | Avversario Risultato | Avversario Risultato | Avversario Risultato | Avversario Risultato | Avversario Risultato | Avversario Risultato | Avversario Risultato | Posizione       |
| ------------- | ------- | -------------------- | -------------------- | -------------------- | -------------------- | -------------------- | -------------------- | -------------------- | --------------- |
| Gábor Hatos   | -74 kg  | BYE                  | Zhang C} V 3–0       | Shapiyev V 3–0       | Goudarzi P 0–3       | BYE                  | BYE                  | Tigiev P 0–3         | 5               |
| Dániel Ligeti | -120 kg | BYE                  | Šamaraŭ P 1–3        | Non qualificato      | Non qualificato      | Non qualificato      | Non qualificato      | Non qualificato      | Non qualificato |

Lotta greco-romana
| Atleta             | Evento  | Qualificazioni       | 16-esimi             | Quarti               | Semifinale           | Ripescaggio 1        | Ripescaggio 2        | Finale / BM          | Finale / BM |
| Atleta             | Evento  | Avversario Risultato | Avversario Risultato | Avversario Risultato | Avversario Risultato | Avversario Risultato | Avversario Risultato | Avversario Risultato | Posizione   |
| ------------------ | ------- | -------------------- | -------------------- | -------------------- | -------------------- | -------------------- | -------------------- | -------------------- | ----------- |
| Péter Módos        | -55 kg  | BYE                  | Tasmuradov V 3–0     | Sourian P 0–3        | Non qualificato      | Non qualificato      | Eraliev V 3–0        | Nyblom V 3–1         |             |
| Tamás Lőrincz      | -66 kg  | BYE                  | Stäbler V 3–1        | Lester V 3–1         | Tskhadaia V 3–0      | BYE                  | BYE                  | Kim H-W P 0–3        |             |
| Péter Bácsi        | -74 kg  | BYE                  | Kazakevič P 0–3      | Non qualificato      | Non qualificato      | Non qualificato      | Non qualificato      | Non qualificato      | 14          |
| Mihály Deák Bárdos | -120 kg | Liu D V 1–3          | Eurén P 0–3          | Non qualificato      | Non qualificato      | Non qualificato      | Non qualificato      | Non qualificato      | 11          |

Lotta libera femminile
| Atleta          | Evento | Qualificazioni       | 16-esimi             | Quarti               | Semifinale           | Ripescaggio 1        | Ripescaggio 2        | Final / BM           | Final / BM |
| Atleta          | Evento | Avversario Risultato | Avversario Risultato | Avversario Risultato | Avversario Risultato | Avversario Risultato | Avversario Risultato | Avversario Risultato | Posizione  |
| --------------- | ------ | -------------------- | -------------------- | -------------------- | -------------------- | -------------------- | -------------------- | -------------------- | ---------- |
| Marianna Sastin | -63 kg | Mendonca V 3–0       | Ostapčuk P 0–3       | Non qualificata      | Non qualificata      | Non qualificata      | Non qualificata      | Non qualificata      | 11         |

## Nuoto
Uomini
| Atleta                                              | Evento                         | Batteria | Batteria  | Semifinale      | Semifinale      | Finale          | Finale          |
| Atleta                                              | Evento                         | Tempo    | Posizione | Tempo           | Posizione       | Tempo           | Posizione       |
| --------------------------------------------------- | ------------------------------ | -------- | --------- | --------------- | --------------- | --------------- | --------------- |
| Gábor Balog                                         | 200 m dorso                    | 1:56.98  | 5 Q       | 1:57.56         | 11              | Non qualificato | Non qualificato |
| Péter Bernek                                        | 200 m dorso                    | 1:57.52  | 9 Q       | 1:57.71         | 12              | Non qualificato | Non qualificato |
| Bence Biczó                                         | 200 m farfalla                 | 1:56.51  | 13 Q      | 1:55.36         | 9               | Non qualificato | Non qualificato |
| Richárd Bohus                                       | 100 m dorso                    | 54.84    | 22        | Non qualificato | Non qualificato | Non qualificato | Non qualificato |
| László Cseh                                         | 200 m farfalla                 | 1:55.86  | 9 Q       | 1:55.88         | 12              | Non qualificato | Non qualificato |
| László Cseh                                         | 200 m misti                    | 1:57.20  | 1 Q       | 1:56.74         | 2 Q             | 1:56.22         |                 |
| László Cseh                                         | 400 m misti                    | 4:13.40  | 9         | N.D.            | N.D.            | Non qualificato | Non qualificato |
| Csaba Gercsák                                       | 10 km                          | N.D.     | N.D.      | N.D.            | N.D.            | 1:51:30.9       | 18              |
| Dániel Gyurta                                       | 100 m rana                     | 59.76    | 4 Q       | 59.74           | 5 Q             | 59.53           | 4               |
| Dániel Gyurta                                       | 200 m rana                     | 2:08.71  | 1 Q       | 2:08.32         | 2 Q             | 2:07.28 RM      |                 |
| Gergely Gyurta                                      | 1500 m stile libero            | 15:04.22 | 12        | N.D.            | N.D.            | Non qualificato | Non qualificato |
| Gergő Kis                                           | 400 m stile libero             | 3:46.77  | 5 Q       | N.D.            | N.D.            | 3:47.03         | 6               |
| Gergő Kis                                           | 1500 m stile libero            | 15:21.74 | 19        | N.D.            | N.D.            | Non qualificato | Non qualificato |
| Dominik Kozma                                       | 100 m stile libero             | NP       | NP        | Non qualificato | Non qualificato | Non qualificato | Non qualificato |
| Dominik Kozma                                       | 200 m stile libero             | 1.47:18  | 9 Q       | 1:46.93         | 10              | Non qualificato | Non qualificato |
| Ákos Molnár                                         | 200 m rana                     | 2:12.42  | 20        | Non qualificato | Non qualificato | Non qualificato | Non qualificato |
| Bence Pulai                                         | 100 m farfalla                 | 52.19    | 12 Q      | 52.40           | 13              | Non qualificato | Non qualificato |
| Krisztián Takács                                    | 50 m stile libero              | 22.19    | 14 Q      | 22.01           | 12              | Non qualificato | Non qualificato |
| Dávid Verrasztó                                     | 200 m misti                    | 2:04.53  | 35        | Non qualificato | Non qualificato | Non qualificato | Non qualificato |
| Dávid Verrasztó                                     | 400 m misti                    | 4:18.31  | 22        | N.D.            | N.D.            | Non qualificato | Non qualificato |
| Péter Bernek Gergő Kis Gabor Balog Krisztián Takács | Staffetta 4×100 m stile libero | 3:21.91  | 14        | N.D.            | N.D.            | Non qualificato | Non qualificato |
| Dominik Kozma László Cseh Péter Bernek Gergő Kis    | Staffetta 4×200 m stile libero | 7:11.64  | 8 Q       | N.D.            | N.D.            | 7.13:66         | 8               |
| László Cseh Dániel Gyurta Bence Pulai Dominik Kozma | 4x100 m misti                  | 3:34.44  | 7 Q       | N.D.            | N.D.            | 3:33.02         | 5               |

Donne
| Atleta                                                          | Evento               | Batteria | Batteria  | Semifinale      | Semifinale      | Finale          | Finale          |
| Atleta                                                          | Evento               | Tempo    | Posizione | Tempo           | Posizione       | Tempo           | Posizione       |
| --------------------------------------------------------------- | -------------------- | -------- | --------- | --------------- | --------------- | --------------- | --------------- |
| Eszter Dara                                                     | 50 m stile libero    | NP       | NP        | Non qualificata | Non qualificata | Non qualificata | Non qualificata |
| Eszter Dara                                                     | 100 m stile libero   | 55.37    | 23        | Non qualificata | Non qualificata | Non qualificata | Non qualificata |
| Katinka Hosszú                                                  | 200 m farfalla       | 2:07.75  | 4 Q       | 2:07.69         | 9               | Non qualificata | Non qualificata |
| Katinka Hosszú                                                  | 200 m misti          | 2:10.68  | 4 Q       | 2:10.74         | 5 Q             | 2:14.19         | 8               |
| Katinka Hosszú                                                  | 400 m misti          | 4:33.77  | 3 Q       | N.D.            | N.D.            | 4:33.49         | 4               |
| Zsuzsanna Jakabos                                               | 200 m farfalla       | 2:07.79  | 5 Q       | 2:06.82         | 5 Q             | 2:07.33         | 7               |
| Zsuzsanna Jakabos                                               | 400 m misti          | 4:37.37  | 9         | N.D.            | N.D.            | Non qualificata | Non qualificata |
| Boglárka Kapás                                                  | 400 m stile libero   | 4.10:01  | 17        | N.D.            | N.D.            | Non qualificata | Non qualificata |
| Boglárka Kapás                                                  | 800 m stile libero   | 8:26.43  | 6 Q       | N.D.            | N.D.            | 8:23.89         | 6               |
| Ágnes Mutina                                                    | 200 m stile libero   | 1:59.56  | 22        | Non qualificata | Non qualificata | Non qualificata | Non qualificata |
| Eszter Povázsay                                                 | 100 m dorso          | 1:03.55  | 37        | Non qualificata | Non qualificata | Non qualificata | Non qualificata |
| Éva Risztov                                                     | 400 m stile libero   | 4:09.08  | 16        | N.D.            | N.D.            | Non qualificata | Non qualificata |
| Éva Risztov                                                     | 800 m stile libero   | 8:29.06  | 13        | N.D.            | N.D.            | Non qualificata | Non qualificata |
| Éva Risztov                                                     | 10 km                | N.D.     | N.D.      | N.D.            | N.D.            | 1:57:38.2       |                 |
| Dorina Szekeres                                                 | 200 m dorso          | 2:18.16  | 35        | Non qualificata | Non qualificata | Non qualificata | Non qualificata |
| Liliána Szilágyi                                                | 100 m farfalla       | 1:00.34  | 34        | Non qualificata | Non qualificata | Non qualificata | Non qualificata |
| Anna Sztankovics                                                | 100 m rana           | 1:09.65  | 31        | Non qualificata | Non qualificata | Non qualificata | Non qualificata |
| Anna Sztankovics                                                | 200 m rana           | 2:29.67  | 29        | Non qualificata | Non qualificata | Non qualificata | Non qualificata |
| Evelyn Verrasztó                                                | 200 m misti          | 2:12.17  | 8 Q       | 2:11.53         | 9               | Non qualificata | Non qualificata |
| Ágnes Mutina Evelyn Verrasztó Éva Risztov Eszter Dara           | 4x100 stile libero   | 3:44.79  | 15        | N.D.            | N.D.            | Non qualificate | Non qualificate |
| Ágnes Mutina Zsuzsanna Jakabos Katinka Hosszú Evelyn Verrasztó  | 4x100 m stile libero | 7:54.58  | 9         | N.D.            | N.D.            | Non qualificate | Non qualificate |
| Evelyn Verrasztó Anna Sztankovics Zsuzsanna Jakabos Eszter Dara | 4x100 m misti        | DSQ      | DSQ       | N.D.            | N.D.            | Non qualificate | Non qualificate |

## Nuoto sincronizzato
| Atleta                   | Evento | Programma tecnico | Programma tecnico | Programma libero (preliminare) | Programma libero (preliminare) | Programma libero (preliminare) | Programma libero (finale) | Programma libero (finale) | Programma libero (finale) |
| Atleta                   | Evento | Punti             | Posizione         | Punti                          | Totale (tecnico + libero)      | Posizione                      | Punti                     | Totale (tecnico + libero) | Posizione                 |
| ------------------------ | ------ | ----------------- | ----------------- | ------------------------------ | ------------------------------ | ------------------------------ | ------------------------- | ------------------------- | ------------------------- |
| Eszter Czékus Szofi Kiss | Duo    | 79.400            | 21                | 79.080                         | 158.480                        | 21                             | Non qualificate           | Non qualificate           | 21                        |

## Pallamano

### Torneo maschile
Allenatore: Lajos Mocsai
| N. | Pos. | Giocatore        | Data nascita (età)          | Pres. | Reti | Squadra               |
| -- | ---- | ---------------- | --------------------------- | ----- | ---- | --------------------- |
| 3  | LB   | Ferenc Ilyés     | 20 dicembre 1981 (30 anni)  |       |      | MKB Veszprém          |
| 5  | CB   | Gábor Császár    | 16 giugno 1984 (28 anni)    |       |      | MKB Veszprém          |
| 6  | RB   | Tamás Mocsai     | 9 dicembre 1978 (33 anni)   |       |      | TSV Hannover-Burgdorf |
| 8  | LW   | Gergő Iváncsik   | 30 novembre 1981 (30 anni)  |       |      | MKB Veszprém          |
| 10 | RW   | Gergely Harsányi | 3 maggio 1981 (31 anni)     |       |      | Tatabánya             |
| 11 | LB   | Barna Putics     | 18 agosto 1984 (27 anni)    |       |      | Gummersbach           |
| 12 | P    | Nándor Fazekas   | 16 ottobre 1976 (35 anni)   |       |      | MKB Veszprém          |
| 14 | LB   | Carlos Pérez     | 26 agosto 1971 (40 anni)    |       |      | MKB Veszprém          |
| 16 | P    | Roland Mikler    | 20 settembre 1984 (27 anni) |       |      | Pick Szeged           |
| 17 | RB   | Balázs Laluska   | 20 giugno 1981 (31 anni)    |       |      | MKB Veszprém          |
| 19 | RB   | László Nagy      | 3 marzo 1981 (31 anni)      |       |      | FC Barcelona          |
| 20 | RW   | Péter Gulyás     | 4 marzo 1984 (28 anni)      |       |      | MKB Veszprém          |
| 24 | LW   | Attila Vadkerti  | 22 febbraio 1982 (30 anni)  |       |      | Pick Szeged           |
| 25 | P    | Szabolcs Zubai   | 31 marzo 1984 (28 anni)     |       |      | Pick Szeged           |
| 28 | P    | Timuzsin Schuch  | 5 giugno 1985 (27 anni)     |       |      | MKB Veszprém          |
| 66 | CB   | Máté Lékai       | 16 giugno 1988 (24 anni)    |       |      | Celje Pivovarna Laško |

Fase a gironi (Gruppo B)
| Squadra       | title="Punti">P.ti | title="Giocate">G | title="Vinte">V | title="Pareggiate">N | title="Perse">P | title="Punti fatti">PF | title="Punti subiti">PS | title="Differenza punti">DP |
| ------------- | ------------------ | ----------------- | --------------- | -------------------- | --------------- | ---------------------- | ----------------------- | --------------------------- |
| Croazia       | 10                 | 5                 | 5               | 0                    | 0               | 150                    | 109                     | +41                         |
| Danimarca     | 8                  | 5                 | 4               | 0                    | 1               | 124                    | 129                     | -5                          |
| Spagna        | 6                  | 5                 | 3               | 0                    | 2               | 140                    | 126                     | +14                         |
| Ungheria      | 4                  | 5                 | 2               | 0                    | 3               | 114                    | 128                     | -14                         |
| Serbia        | 2                  | 5                 | 1               | 0                    | 4               | 120                    | 131                     | -11                         |
| Corea del Sud | 0                  | 5                 | 0               | 0                    | 5               | 115                    | 140                     | -25                         |

Risultati
| Londra 29 luglio 2012, ore 21:15 BST | Ungheria        | 25 – 27 (10-13) referto | Danimarca | Copper Box\| Arbitro: \| Lazaar, Reveret \| |
| Arbitro:                             | Lazaar, Reveret |                         |           |                                             |

| Londra 31 luglio 2012, ore 11:15 BST | Corea del Sud      | 19 – 22 (9-7) referto | Ungheria | Copper Box (4.262 spett.)\| Arbitro: \| Nachevski, Nikolov \| |
| Arbitro:                             | Nachevski, Nikolov |                       |          |                                                               |

| Londra 2 agosto 2012, ore 14:30 BST | Croazia                 | 26 – 19 (11-9) referto | Ungheria | Copper Box (4.950 spett.)\| Arbitro: \| Abrahamsen, Kristiansen \| |
| Arbitro:                            | Abrahamsen, Kristiansen |                        |          |                                                                    |

| Londra 4 agosto 2012, ore 21:15 BST | Ungheria         | 22 – 33 (13-16) referto | Spagna | Copper Box\| Arbitro: \| Horáček, Novotný \| |
| Arbitro:                            | Horáček, Novotný |                         |        |                                              |

| Londra 6 agosto 2012, ore 9:30 BST | Ungheria                | 26 – 23 (9-11) referto | Serbia | Copper Box\| Arbitro: \| Abrahamsen, Kristiansen \| |
| Arbitro:                           | Abrahamsen, Kristiansen |                        |        |                                                     |

Quarti di finale
| Londra 8 agosto 2012, ore 14:30 BST | Islanda                        | 33 – 34 (d.t.s.) (12-16; 15-11; 3-3; 3-4) referto | Ungheria | Copper Box\| Arbitri: \| Nordine Lazaar Laurent Reveret \| |
| Arbitri:                            | Nordine Lazaar Laurent Reveret |                                                   |          |                                                            |

Semifinale
| Londra 10 agosto 2012, ore 17:30 BST | Ungheria                  | 26 – 27 (12-15 ;14-12) referto | Svezia | Copper Box\| Arbitri: \| Lars Geipel Marcus Helbig \| |
| Arbitri:                             | Lars Geipel Marcus Helbig |                                |        |                                                       |

Finale 3º posto
| Londra 12 agosto 2012, ore 11:00 BST | Ungheria                                | 26 – 33 referto | Croazia | Copper Box\| Arbitro: \| HORACEK Vaclav (CZE) NOVOTNY Jiri (CZE) \| |
| Arbitro:                             | HORACEK Vaclav (CZE) NOVOTNY Jiri (CZE) |                 |         |                                                                     |

## Pallanuoto

### Torneo maschile
Squadra
Allenatore: Dénes Kemény
| №  | Nome                | Pos. | Altezza | Peso   | Data di nascita   | Squadra          |
| -- | ------------------- | ---- | ------- | ------ | ----------------- | ---------------- |
| 1  | Zoltán Szécsi       | GK   | 1.98 m  | 96 kg  | 22 dicembre 1977  | ZF-Eger          |
| 2  | Tamás Varga         | CB   | 2.01 m  | 105 kg | 14 luglio 1975    | Debreceni VSE    |
| 3  | Norbert Madaras     | D    | 1.91 m  | 91 kg  | 1º dicembre 1979  | Pro Recco        |
| 4  | Dénes Varga         | D    | 1.93 m  | 95 kg  | 29 marzo 1987     | Primorje EB      |
| 5  | Tamás Kásás         | D    | 2.00 m  | 97 kg  | 20 luglio 1976    | Pro Recco        |
| 6  | Norbert Hosnyánszky | D    | 1.96 m  | 102 kg | 4 marzo 1984      | ZF-Eger          |
| 7  | Gergely Kiss        | D    | 1.98 m  | 112 kg | 27 settembre 1977 | TEVA-Vasas-UNIQA |
| 8  | Márton Szivós       | CB   | 1.93 m  | 91 kg  | 19 agosto 1981    | Grupama Honvéd   |
| 9  | Dániel Varga        | CB   | 2.01 m  | 95 kg  | 25 settembre 1983 | Primorje EB      |
| 10 | Péter Biros         | D    | 1.96 m  | 102 kg | 5 aprile 1976     | ZF-Eger          |
| 11 | Ádám Steinmetz      | CF   | 1.98 m  | 104 kg | 11 agosto 1980    | TEVA-Vasas-UNIQA |
| 12 | Balázs Hárai        | CF   | 2.02 m  | 110 kg | 5 aprile 1987     | Grupama Honvéd   |
| 13 | Viktor Nagy         | GK   | 1.98 m  | 94 kg  | 24 luglio 1984    | TEVA-Vasas-UNIQA |

Fase a gironi (Gruppo B)
| Pos. | Squadra       | Pt | G | V | N | P | GF | GS | DR  |
| ---- | ------------- | -- | - | - | - | - | -- | -- | --- |
| 1    | Serbia        | 9  | 5 | 4 | 1 | 0 | 69 | 38 | +31 |
| 2    | Montenegro    | 7  | 5 | 3 | 1 | 1 | 54 | 41 | +13 |
| 3    | Ungheria      | 6  | 5 | 3 | 0 | 2 | 65 | 52 | +13 |
| 4    | Stati Uniti   | 6  | 5 | 3 | 0 | 2 | 43 | 44 | -1  |
| 5    | Romania       | 2  | 5 | 1 | 0 | 4 | 48 | 55 | -7  |
| 6    | Gran Bretagna | 0  | 5 | 0 | 0 | 5 | 28 | 77 | -49 |

Risultati (Relativi esclusivamente all'Ungheria)
| #gara | Data      | Ora   | Gara     | Gara  | Gara          |
| ----- | --------- | ----- | -------- | ----- | ------------- |
| 4     | 29 luglio | 15:30 | Ungheria | 10-14 | Serbia        |
| 7     | 31 luglio | 10:00 | Ungheria | 10-11 | Montenegro    |
| 17    | 2 agosto  | 15:30 | Romania  | 15-17 | Ungheria      |
| 20    | 4 agosto  | 18:20 | Ungheria | 17-6  | Gran Bretagna |
| 29    | 6 agosto  | 15:30 | Ungheria | 11-6  | Stati Uniti   |

Quarti di finale
| Arbitri: | Stavridis (GRE) Balfanbayev |

|                                 |           |            |
| 3: Felugo, Presciutti, Figlioli | Marcatori | 3: Madaras |

Semifinale 5-8 posto
| Arbitri: | Ćirić (SRB) Moller (ARG) |

|                           |           |                             |
| 3: Biros, Norbert Madaras | Marcatori | 2: McGregor, Miller, Whalan |

Finale quinto posto
| Londra 12 agosto 2012, ore 11:40 | Spagna                                       | 8 – 14 referto | Ungheria | Water Polo Arena\| Arbitri: \| BRGULJAN Marijo (MNE) BALFANBAYEV Alan (KAZ) \| |
| Arbitri:                         | BRGULJAN Marijo (MNE) BALFANBAYEV Alan (KAZ) |                |          |                                                                                |

### Torneo femminile
Squadra
| №  | Nome               | Pos. | Altezza | Peso  | Data di nascita  | Squadra                    |
| -- | ------------------ | ---- | ------- | ----- | ---------------- | -------------------------- |
| 1  | Flóra Bolonyai     | GK   | 1.79 m  | 69 kg | 5 aprile 1991    | USC Trojans                |
| 2  | Dóra Czigány       | CF   | 1.70 m  | 62 kg | 23 ottobre 1992  | ZF-Eger                    |
| 3  | Dóra Antal         | CF   | 1.68 m  | 60 kg | 9 settembre 1993 | ZF-Eger                    |
| 4  | Hanna Kisteleki    | CF   | 1.73 m  | 67 kg | 10 marzo 1991    | BVSC ‐ Zugló               |
| 5  | Gabriella Szűcs    | CF   | 1.83 m  | 74 kg | 7 marzo 1988     | Dunaújvárosi Főiskola VE   |
| 6  | Orsolya Takács     | CB   | 1.90 m  | 83 kg | 20 maggio 1985   | Szentesi Vizilabda Klub    |
| 7  | Rita Drávucz       | D    | 1.80 m  | 68 kg | 14 aprile 1980   | Pro Recco                  |
| 8  | Rita Keszthelyi    | D    | 1.77 m  | 67 kg | 10 dicembre 1991 | Szentesi Vizilabda Klub    |
| 9  | Ildikó Tóth        | CB   | 1.75 m  | 70 kg | 23 aprile 1987   | BVSC ‐ Zugló               |
| 10 | Barbara Bujka      | CB   | 1.74 m  | 84 kg | 5 settembre 1986 | Waterpolo Fontalba Messina |
| 11 | Dóra Csabai        | CB   | 1.75 m  | 62 kg | 20 aprile 1989   | BVSC ‐ Zugló               |
| 12 | Katalin Menczinger | CB   | 1.78 m  | 69 kg | 17 gennaio 1989  | Dunaújvárosi Főiskola VE   |
| 13 | Edina Gangl        | GK   | 1.81 m  | 67 kg | 25 giugno 1990   | ZF-Eger                    |

Fase a gironi (Gruppo A)
| Pos. | Squadra     | Pt | G | V | N | P | GF | GS | DR |
| ---- | ----------- | -- | - | - | - | - | -- | -- | -- |
| 1    | Spagna      | 5  | 3 | 2 | 1 | 0 | 33 | 26 | +7 |
| 2    | Stati Uniti | 5  | 3 | 2 | 1 | 0 | 30 | 28 | +2 |
| 3    | Ungheria    | 2  | 3 | 1 | 0 | 2 | 35 | 37 | -2 |
| 4    | Cina        | 0  | 3 | 0 | 0 | 3 | 22 | 29 | -7 |

Risultati (Relativi esclusivamente all'Ungheria)
| #gara | Data     | Ora   | Gara     | Gara  | Gara        |
| ----- | -------- | ----- | -------- | ----- | ----------- |
| 4     | 30-07-12 | 19:40 | Ungheria | 13-14 | Stati Uniti |
| 5     | 01-08-12 | 14:10 | Ungheria | 11-10 | Cina        |
| 10    | 03-08-12 | 14:10 | Spagna   | 13-11 | Ungheria    |

Quarti di finale
| Arbitri: | Caputi (ITA) Brguljan (MNE) |

|            |           |                                      |
| 4: Ivanova | Marcatori | 2: Czigany, Keszthelyi, Szűcs, Antal |

Semifinals
| Arbitri: | Stampaija(CRO) Caputi (ITA) |

|          |           |                           |
| 4: Espar | Marcatori | 2: Antal, Drávucz, Sczűcs |

Finale 3º posto
| Arbitri: | Alexandrescu (ROU) Štampalija (CRO) |

|               |           |               |
| Keszthelyi: 3 | Marcatori | Beadsworth: 4 |

## Pentathlon moderno
| Atleta         | Evento         | Scherma   | Scherma   | Scherma  | Nuoto   | Nuoto     | Nuoto    | Equitazione | Equitazione | Equitazione | Combinato: corsa/pistola (10 m air pistol)/(3000 m) | Combinato: corsa/pistola (10 m air pistol)/(3000 m) | Combinato: corsa/pistola (10 m air pistol)/(3000 m) | Punti totali | Posizione finale |
| Atleta         | Evento         | Risultati | Posizione | PM punti | Tempo   | Posizione | PM punti | Penalità    | Posizione   | PM punti    | Tempo                                               | Posizione                                           | PM punti                                            | Punti totali | Posizione finale |
| -------------- | -------------- | --------- | --------- | -------- | ------- | --------- | -------- | ----------- | ----------- | ----------- | --------------------------------------------------- | --------------------------------------------------- | --------------------------------------------------- | ------------ | ---------------- |
| Róbert Kasza   | Gara maschile  | 20–15     | =6        | 880      | 2:01.59 | 7         | 1344     | 0           | 1           | 1200        | 10:16.92 (+1:10.93)                                 | 32                                                  | 2252                                                | 5676         | 12               |
| Ádám Marosi    | Gara maschile  | 20–15     | =6        | 880      | 2:02.08 | 8         | 1336     | 0           | 2           | 1200        | 10:16.92 (+28.80)                                   | 12                                                  | 2420                                                | 5836         |                  |
| Sarolta Kovács | Gara femminile |           |           |          |         |           |          |             |             |             |                                                     |                                                     |                                                     |              |                  |
| Adrienn Tóth   | Gara femminile |           |           |          |         |           |          |             |             |             |                                                     |                                                     |                                                     |              |                  |

## Pugilato
Uomini
| Atleta        | Evento                     | 16-esimi              | Ottavi                 | Quarti               | Semifinali           | Finale               | Posizione |
| Atleta        | Evento                     | Avversario Risultato  | Avversario Risultato   | Avversario Risultato | Avversario Risultato | Avversario Risultato | Posizione |
| ------------- | -------------------------- | --------------------- | ---------------------- | -------------------- | -------------------- | -------------------- | --------- |
| Miklós Varga  | Pesi leggeri (-60 kg)      | E. Petrauskas P 12–20 | Non qualificato        | Non qualificato      | Non qualificato      | Non qualificato      | 17°       |
| Gyula Káté    | Pesi superleggeri (-64 kg) | E. Mohamed V 16–10    | V. Mangiacapre P 14–20 | Non qualificato      | Non qualificato      | Non qualificato      | 9°        |
| Zoltán Harcsa | Pesi medi (-75 kg)         | J. Espinoza V 16–13   | M. Kasuto V 16–7       | E. Falcão P 10–14    | Non qualificato      | Non qualificato      | 5°        |

## Scherma
Uomini
| Atleta        | Evento               | 64-esimi             | 32-esimi             | 16-esimi             | Quarti               | Semifinale           | Finale               | Finale          |
| Atleta        | Evento               | Avversario Risultato | Avversario Risultato | Avversario Risultato | Avversario Risultato | Avversario Risultato | Avversario Risultato | Posizione       |
| ------------- | -------------------- | -------------------- | -------------------- | -------------------- | -------------------- | -------------------- | -------------------- | --------------- |
| Géza Imre     | Spada individuale    | N.D.                 | El Haouari V 15–8    | Piasecki P 7–15      | Non qualificato      | Non qualificato      | Non qualificato      | Non qualificato |
| Áron Szilágyi | Sciabola individuale | BYE                  | Yu P K V 15–1        | Zhong M V 15–10      | Hartung V 15–13      | Kovalev V 15–7       | Occhiuzzi V 15–8     |                 |

Donne
| Atleta       | Evento               | 64-esimi             | 32-esimi             | 16-esimi             | Quarti               | Semifinale           | Finale               | Finale          |
| Atleta       | Evento               | Avversario Risultato | Avversario Risultato | Avversario Risultato | Avversario Risultato | Avversario Risultato | Avversario Risultato | Posizione       |
| ------------ | -------------------- | -------------------- | -------------------- | -------------------- | -------------------- | -------------------- | -------------------- | --------------- |
| Emese Szász  | Spada individuale    | BYE                  | Choi I-J P 12–15     | Non qualificata      | Non qualificata      | Non qualificata      | Non qualificata      | Non qualificata |
| Aida Mohamed | Fioretto individuale | BYE                  | Prescod V 15–10      | Nam H-H P 7–8        | Non qualificata      | Non qualificata      | Non qualificata      | Non qualificata |

## Vela
Maschile
| Atleta          | Evento | Regata | Regata | Regata | Regata | Regata | Regata | Regata | Regata | Regata | Regata | Regata | Punteggio Totale | Punteggio Netto | Classifica |
| Atleta          | Evento | 1      | 2      | 3      | 4      | 5      | 6      | 7      | 8      | 9      | 10     | M      | Punteggio Totale | Punteggio Netto | Classifica |
| --------------- | ------ | ------ | ------ | ------ | ------ | ------ | ------ | ------ | ------ | ------ | ------ | ------ | ---------------- | --------------- | ---------- |
| Áron Gádorfalvi | RS:X   | 34     | 33     | 39 DNF | 22     | 7      | 21     | 18     | 24     | 3      | 25     | EL     | 226              | 187             | 25º        |
| Berecz Zsombor  | Laser  | 30     | 34     | 11     | 12     | 33     | 3      | 21     | 14     | 4      | 31     | EL     | 193              | 159             | 21º        |

Femminile
| Atleta      | Evento | Regata | Regata | Regata | Regata | Regata | Regata | Regata | Regata | Regata | Regata | Regata | Punteggio Totale | Punteggio Netto | Classifica |
| Atleta      | Evento | 1      | 2      | 3      | 4      | 5      | 6      | 7      | 8      | 9      | 10     | M      | Punteggio Totale | Punteggio Netto | Classifica |
| ----------- | ------ | ------ | ------ | ------ | ------ | ------ | ------ | ------ | ------ | ------ | ------ | ------ | ---------------- | --------------- | ---------- |
| Diána Detre | RS:X   | 17     | 16     | 13     | 19     | 16     | 14     | 17     | 18     | 21     | 20     | EL     | 171              | 150             | 18ª        |